# 岡山日日新聞
岡山日日新聞（おかやまにちにちしんぶん）は、かつて岡山県で発行されていた夕刊紙である。
通称は「オカニチ」。日本新聞協会にも加盟していた。

## 概要

### 創刊当初から旧社の経営悪化まで
戦時中に県内各紙を統合した合同新聞に対抗し、山陽新報社編集局次長などを務めた巌津政右衛門や岡山の一部経済界が中心となって1946年（昭和21年）5月1日、「夕刊岡山」として創刊した。
1958年（昭和33年）1月に株式会社夕刊新聞社を設立して1959年（昭和34年）6月1日に「夕刊新広島」を創刊し、社屋移転に合わせて1960年（昭和35年）12月1日に両紙を統合の上「夕刊新聞」に改題した。
1969年（昭和44年）4月1日に社名を株式会社岡山日日新聞社に変更すると共に新聞の題号も岡山日日新聞に改めた。1979年（昭和54年）に岡山市本町6番20号に天満屋グループが保有する土地に新社屋・工場を建設してコンピュータを使用した「CTSシステム」を導入し、同年11月2日に新聞の題号をカタカナのオカニチに改めた。1969年（昭和44年）に開局したテレビ局・岡山放送（テレビ岡山）に県内ニュースを提供したほか、岡山県営球場で開かれるプロ野球阪神タイガース戦や県民参加イベントなどに積極的な主催・後援を行った。
1993年（平成5年）10月8日の1万6000号に合わせて県花・桃の花をデザインした題字となると共に題号も元に戻して岡山日日新聞とした。1996年（平成8年）には紙面の文字サイズを11文字詰めに変更。1998年（平成10年）からは朝日新聞の記事配信を受け、のち読売新聞の地域紙記事写真配信サービスに加盟した。1999年（平成11年）から2005年（平成17年）までFM岡山にニュース配信を行った。

### 営業譲渡による新会社での再建の取組み
長年カバヤ食品傘下にあったが、広告収入の低迷などで業績が悪化したため、2003年（平成15年）10月に地元ソフトウェア会社の吉備システムが設立した株式会社岡山日日新聞社（2代）に営業譲渡した。
翌2004年（平成16年）に本社屋を岡山市蕃山町に移転。紙面をカラー化し16面建てへの増ページを行ったが、その後8面建てに戻った。その後も販売部数減少と広告収入低迷が続いた上に電子編集システムなどへの投資負担が嵩んで数億円の累積損失を抱えたため、事業再建を図るため2008年（平成20年）に会社の新旧分離を行い、2008年（平成20年）9月30日、新たに設立した「岡山日日新聞新社」に営業譲渡の上、翌10月1日付から新社が新聞発行を開始した。題号および発行号数も旧社から継承し、日本新聞協会には新社が継続して加盟した。
清算会社となった旧社は「吉備新報」と商号変更の上、負債総額約6.44億円を抱えて2009年（平成21年）3月岡山地方裁判所から特別清算の開始決定を受けた。

### 自己破産と新聞の廃刊
しかし新社に営業譲渡後も業績は回復せず、2011年（平成23年）3月期決算では旧社時代のピーク時に約10億円以上あった売上高が約10分の1の1億4,200万円、純利益3,100万円の赤字となり、累積赤字も7,532万円に膨らんだ。原田克也社長の個人資産を投入して運営を続けたものの、2011年（平成23年）11月10日、岡山地方裁判所に準自己破産を申請して倒産。新聞も同日付の発行をもって廃刊した。

## 関連企業・団体
- 株式会社岡山新企画
- オカニチ出版株式会社
- 社団法人岡山県政経懇話会
- 社団法人瀬戸内海経済研究センター - カバヤグループに残留し、株式会社瀬戸内海経済レポートに改組。